# HKG報訪問自稱英華女學校學生影片
HKG報訪問自稱英華女學校學生影片，是一段在2019年6月香港《逃犯條例修訂草案》風波期間，由香港建制派網絡媒體《HKG報》播出的一段標題為《香港學校內在發生什麼？請聽這位英華女生的勇敢控訴！》的影片，影片中一名自稱就讀於香港英華女學校的學生接受《HKG報》訪問，她宣稱學校的立場一直支持「反對派」（建制派針對民主派的用語），又宣稱校內傾向建制派言論的學生會被同學謾罵、通識科「大部分」時間談及中國的負面消息和有學校校董給學生「洗腦」等。
影片播出後隨即在親建制派平台上廣傳，是繼被指造假的《致年青人：你們沒上街的父母根本沒有愛過你》和「深宵酒樓家庭鬧劇」影片播出後，建制派再次在《逃犯條例修訂草案》風波期間發放的一段引導輿論的宣傳影片。有評論分析指出，該影片在客觀宣傳效果上，給觀眾產生了一個「現今年輕人的抗爭意識源於老師向學生灌輸對建制及共產黨的批評」的印象，其手法與德國最大極右派政黨德國另類選擇黨鼓勵學生和家長檢舉在課堂上公開批評該黨的老師相似。

## 影片內容
在標題為《香港學校內在發生什麼？請聽這位英華女生的勇敢控訴！》的影片中接受《HKG報》訪問的女子化名「C同學」，她自稱英華女校學生，身穿看似全新的英華女學校校服，且沒有指出就讀的級別，其樣貌被馬賽克技術模糊化、聲音也經過特別處理。
該影片在6月24日《逃犯條例》修訂引起社會爭議期間在網上發放，受訪者質疑學校將6月26日升旗儀式時段，改為邀請兩名「反對派人士」前《明報》總編輯劉進圖和香港法律學者、香港大學法律學院首席講師張達明介紹《逃犯條例》，她批評當中並無為學生提供建制派的論點，又質疑改動升旗儀式時段會讓學生認為國家不重要。受訪者認為，《逃犯條例》由香港政府提出，故「最理想是由政府人員來學校解釋」。此外，受訪者宣稱學校「站在反對派立場」，認為學校早前的重建計劃也非常受惠於政府，故不應「發表對政府不利或誤導的訊息」，又宣稱通識教師教學時側重中國的不好之處，以及在校內持有親建制派立場的學生會受到欺凌。

## 校方回應
英華女學校其後在學校官方網頁張貼回應，強調校方一貫中立而開放的立場，教師以持平的態度，引導學生多角度思考，並鼓勵坦誠溝通，以建立互信、包容和尊重的文化，又指講座嘉賓是以專業角度分享見解，校方提供平台及空間，讓同學反思及自由表達意見，並表示原定的升旗儀式會延至7月4日舉行。

## 評論分析及假設
香港市場營銷專家、作家徐緣表示，從客觀宣傳效果而論，該影片讓人產生「當今年輕人的抗爭意識源於老師向學生灌輸對建制及共產黨的批評」的一個印象。他假設建制派要令學校籠罩在白色恐怖中，找個匿名和樣貌經過模糊化處理的人拍舉報影片，再將之譽為「正義敢言的年青人」，此舉足以令校方帶來麻煩，因為要向家長交代和面對傳媒查詢，其他學校有見及此可能會加強自我審查。
徐緣續指，類似的手段在的德國也有出現。2018年，被視為將納粹精神復闢的德國最大極右派政黨德國另類選擇推出被受爭議的「舉報老師」政策。該黨架設名為「獵師」（Lehrer-Pranger）的檢舉網站，鼓勵學生和家長上網檢舉在課堂上公開批評另類選擇黨的老師，將教師「政治不中立」的證據上傳，由該黨蒐集整理後向有關當局投訴追究，以懲處相關老師。另類選擇黨的政策引起全國極大的民意反彈，當中德國司法部長卡特琳娜·巴爾利批評政策是「獨裁者的惡行，企圖限制民主自由」，並稱「任何鼓勵學生監視老師的人，都是將史塔西（東德時代的秘密警察）的作為帶回德國。」另類選擇黨反駁時反指部分老師違反了1976年訂定的「博特斯巴赫共識」中的教師中立原則，然而博特斯巴赫共識是針對納粹黨而設，以避它們再次透過學校灌輸特定政治意識形態，步德國人受極權政府統治的覆轍。徐緣表示：「學校政治中立的精神，某程度是為了防範極權政府的魔爪，也防止學校捲進政治漩渦。但當政治失衡，政權腐敗，政客無恥，政治口號宣傳以至政策惡法的硬推，觸及社會人倫道德底線，老師是否也要刻意中立而不帶立場呢？」。